# Natalia Lopujiná
Natalia Fiódorovna Lopujiná, nacida Balk (en ruso: Наталья Фёдоровна Лопухина, Балк; 11 de noviembre de 1699 - 11 de marzo de 1763), fue una noble rusa, sobrina de Anna Mons, dama de compañía de las zarinas Ana Ivánovna e Isabel Petrovna. Organizaría un complot cortesano que le costaría la sección de su lengua y el exilio en Siberia.

## Biografía
La madre de Natalia, Matriona Mons, era dama de compañía de Catalina I y esposa del gobernador de Moscú, el general Fiódor Balk (por lo que era apodada "Balksha"). Natalia se convertiría en esposa de un oficial de la marina, posteriormente vicealmirante y caballero de la Orden de San Alejandro Nevski, Stepán Vasílievich Lopujín, primo de la zarina Eudoxia Fiódorovna y favorito de Pedro I.
Aún muchacha entró en el séquito de Catalina Ivánovna, acompañándola a su matrimonio en Mecklemburgo (1716). Aproximadamente en 1718 regresó a Rusia, donde contrajo matrimonio con Stepán Vasílievich Lopujín por deseo del emperador. 
Un primo de Lopujín fue condenado en 1719 por el asunto del zarévich Alejo Petróvich, pues mostró irreverencia en los funerales, riendo durante el oficio divino. Por ello fue exiliado al presidio de Kola junto a su mujer, Natalia, e hijos, padeciendo privaciones de todo tipo.
Con motivo del asunto de Willem Mons en 1724, favorito de Catalina I, hermano de la madre de Lopujiná, Matriona, ésta es condenada por Pedro I a ser azotada con el knut y exiliada a Tobolsk. Con la ascensión al trono de Pedro II, nieto de Eudoxia Fiódorovna, la posición de la familia vuelve a ser favorable. Por decreto del Senado del 21 de julio de 1727 regresaron de su exilio a San Petersburgo. El zar permitió a los Lopujín regresar a la corte, concediendo a Stepán el título de chambelán. Los siguientes gobernantes, hacia los cuales se inclinaba Natalia desde los viajes a Mecklemburgo, hizo que la pareja ocupara un lugar prestigioso. Lopujín recibe el cargo de krigsomisar de la Armada (11 de septiembre de 1740) con rango de vicealmirante y con representación en el Colegio del Almirantazgo (2 de octubre de 1740). El 8 de abril de 1741 le otorgan una hacienda en el volost de Glumovo del uyezd de Súzdal y Lopujín es promovido a teniente general.
Algunos autores han tratado de explicar la hostilidad que se gestó entre Lopujiná e Isabel Petrovna por los celos, como narra la siguiente anécdota:

Una vez, Lopujiná, famosa por su belleza y por ello objeto de los celos de la soberana, pensó, por frivolidad o en forma de osadía, en aparecer con una rosa en el pelo, mientras que la soberana tenía la misma rosa en su peinado. En medio del baile, Isabel obligó a Lopujiná a arrodillarse, pidió unas tijeras, con las que cortó la criminal rosa junto con un mechón de pelo al que estaba pegada, y luego, con dos buenas bofetadas, siguió bailando. Cuando le dijeron que había herido los sentimientos de la desgraciada Lopujiná se encogió de hombros.

Al llegar al trono, Isabel envió al amante de Lopujiná, el hofmarschall Reinhold von Levenwölde, al exilio. Del mismo modo, varios Lopujín perdieron tierras y cargos.
En 1742, los agentes franceses De la Chétardie y Lestocq organizaron una complicada intriga que implicaba a Lopujiná y Bestúzheva, asegurando de este modo la caída del canciller austrófilo Bestuzhev-Riumin (hermano de Mijaíl Bestúzhev-Riumin, esposo de Anna). Al ser conocido el afecto de Lopujiná por el exiliado conde von Levenwölde, se sacó a la luz la correspondencia entre ambos y presentada a la zarina como prueba de traición. Simultáneamente se informó que su hijo, Iván Lopujín, borracho en una taberna, había denunciado el gusto de Isabel por la cerveza inglesa y pronunciando frases que fueron interpretadas como llamadas a la restauración de Iván VI. La investigación que siguió estableció que la casa de los Lopujín era frecuentada por el agente austriaco Botta d'Adorno, que supuestamente había prometdo su apoyo  a la restauración de Iván VI en el trono ruso.

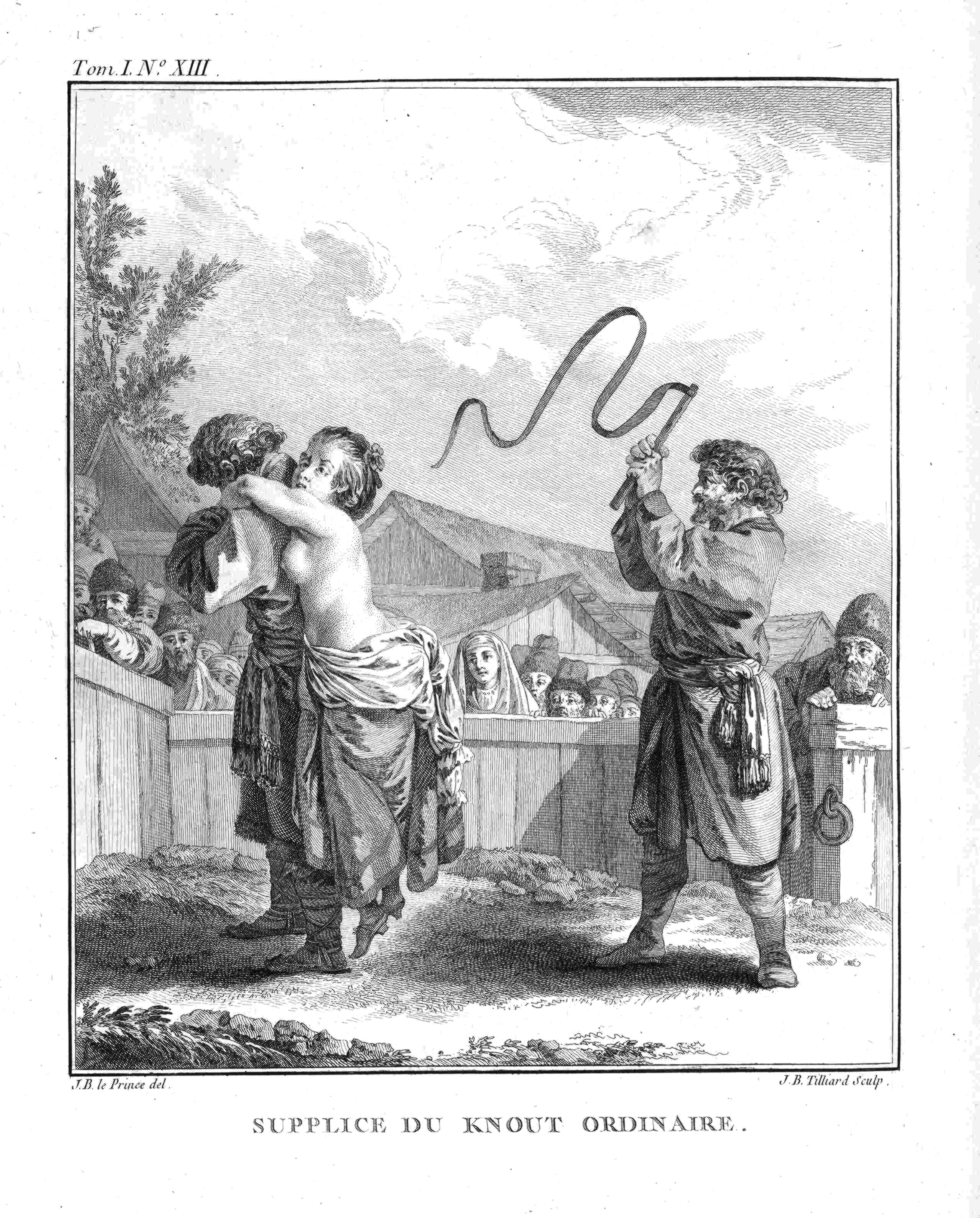
Jean-Baptiste Le Prince, Castigo con el knut a N.Lopujiná, 1766.

En 1743 la familia es de nuevo arrestada bajo la acusación de participar en el complot Botta-Lopujín, por lo que son interrogados y torturados. Junto con los Lopujín fue arrestada las amigas de Natalia, la condesa Anna Bestúzheva-Riumina y la baronesa Sofía von Lilienfeld y su marido Karl Gustav von Lilienfeld. La sentencia definitiva decía que Stepán, Natalia e Iván Lopujín "por la buena voluntad que tuvieron hacia al princesa Ana y por la amistad con el antiguo obermarschall Levenwölde han organizado un complot". La sentencia dictaminaba que debían arrancar las lenguas y someter a la la rueda, pero el favor de la soberana disminuyó la pena lo siguiente: ser azotados con el knut, serles arrancadas las lenguas, exiliados a Siberia y la confiscación de todas sus propiedades. Ana y Praskovia, sus hijas, fueron asimismo exiliadas a asentamientos lejanos. Fueron azotados frente a los Doce Colegios de San Petersburgo. Se salvaron de la muerte porque Isabel hbía prometido no firmar sentencias de muerte antes de su ascenso al trono en 1741.
Lopujiná permaneció en Selenguinsk durante veinte años, no regresando a San Petersburgo hasta que ascendió al trono Pedro III tras la muerte de Isabel en 1762. Murió ya bajo el reinado de Catalina II el 11 de marzo de 1763 y fue enterrada en el monasterio de Andrónikov de Moscú.

## Personas relacionadas con el Asunto Lopujiná
- El príncipe Iván Putiatin murió en Ketsk (un presidio sobre el río Ket en el territorio del actual óblast de Tomsk) el 29 de octubre de 1752.
- Aleksandr Zybin, ober-shter-krigskomisar, falleció también en el exilio, en Kuznetsk, el 20 de junio de 1760.
- El chambelán Karl Gustav von Lilienfeld murió en Tomsk el 12 de abril de 1759. A su mujer, Sofía Lilienfeld, ya que tenía permiso para vivir asentamientos, le es permitido por la zarina Catalina II, desde el 1 de agosto de 1762, vivir en Moscú, o donde deseara.
- La condesa Anna Gavrílovna Bestúzhev-Riumina murió en Yakutsk el 14 de abril de 1751.[5] Su hermano se negó a volver a la Rusia europea y no sería hasta el reinado de Catalina II que volvería su nieto, Yuri Aleksándrovich.

## En el cine
El asunto Lopujiná fue llevado a la televisión en 1987 por Svetlana Druzhinina en Guardiamarinas, ¡adelante!.

## Familia
De su matrimonio con el chambelán Stepán Vasílievich Lopujín (1685-1748 nacerían varios descendientes:
- Iván (1720—1747) — valet de chambre, muerto en servicio en Ojotsk.
- Stepán (1722—1784) — chambelán, casado con Anna Panina.
- Serguéi — guardiamarina.
- Avram (1732—1799) — general-teniente, casado con Ana Yusúpova, tienen a Stepán.
- Vasili (f. más tarde de 1779) — segundo mayor, casado con Agafa Grigorova.
- Anastasia (1725—1799), dama de compañía, en 1743 fue arrestada en el contexto del asunto Lopujiná, sospechosa de haber participado en la intriga del embajador austríaco Botta d'Adorno. Era esposa del conde Nikolái Golovin. Tuvieron un hijo, Nikolái..
- Anna (1730—1766), no se casó
- Praskovia (1734—1810), esposa del kniaz Iván Alekséyevich Golitsin (1729—1767); sus hijos fueron Alekséi y Serguéi.
- Yekaterina (1737—1780), esposa del conde Iván Nikítich Zotov, sus hijos fueron Aleksandr y Anna.